# Valérien d'Aquilée
Valérien d'Aquilée est archevêque d'Aquilée de 369 à sa mort en 388. Il est vénéré comme saint par l'Église catholique.

## Biographie
Successeur de Fortunatianus, il rétablit le contrôle catholique sur l'Église d'Aquilée, après les ambiguïtés de son prédécesseur. Valérien participe au concile que le pape Damase Ier a convoqué à Rome en 369, où il apparaît comme le chef des orthodoxes contre la faction arienne.
Grâce à l'autorité de son évêque, Aquilée est devenue le centre de diffusion et de défense de la foi orthodoxe contre l'arianisme, à tel point que saint Jérôme lui-même reconnaît les mérites des clerici aquileienses pour leur exercice zélé de la foi.
En 381, Valérien appelle le concile d'Aquilée à combattre les derniers groupes ariens de la région balkanique-danubienne. L'empereur, en convoquant le concile, a dissuadé les évêques de la partie orientale de l'Empire de participer. Ainsi, seuls 35 évêques de la région de la vallée du Pô, du Danube et de l'Adriatique arrivent à Aquilée ; sous la direction de saint Ambroise de Milan, ils condamnent Palladius de Ratiaria, Secondianus de Belgrade et le prêtre Attalus. De ce concile, les actes officiels et les contre-témoignages des ariens ont été conservés. À la fin du concile, quatre lettres synodales ont été envoyées aux empereurs, réaffirmant leur soutien à l'orthodoxie nicéenne. La présence décisive d'Ambroise au concile a également sanctionné l'affirmation de Milan comme métropole du nord de l'Italie également dans le domaine ecclésiastique.

## Vénération

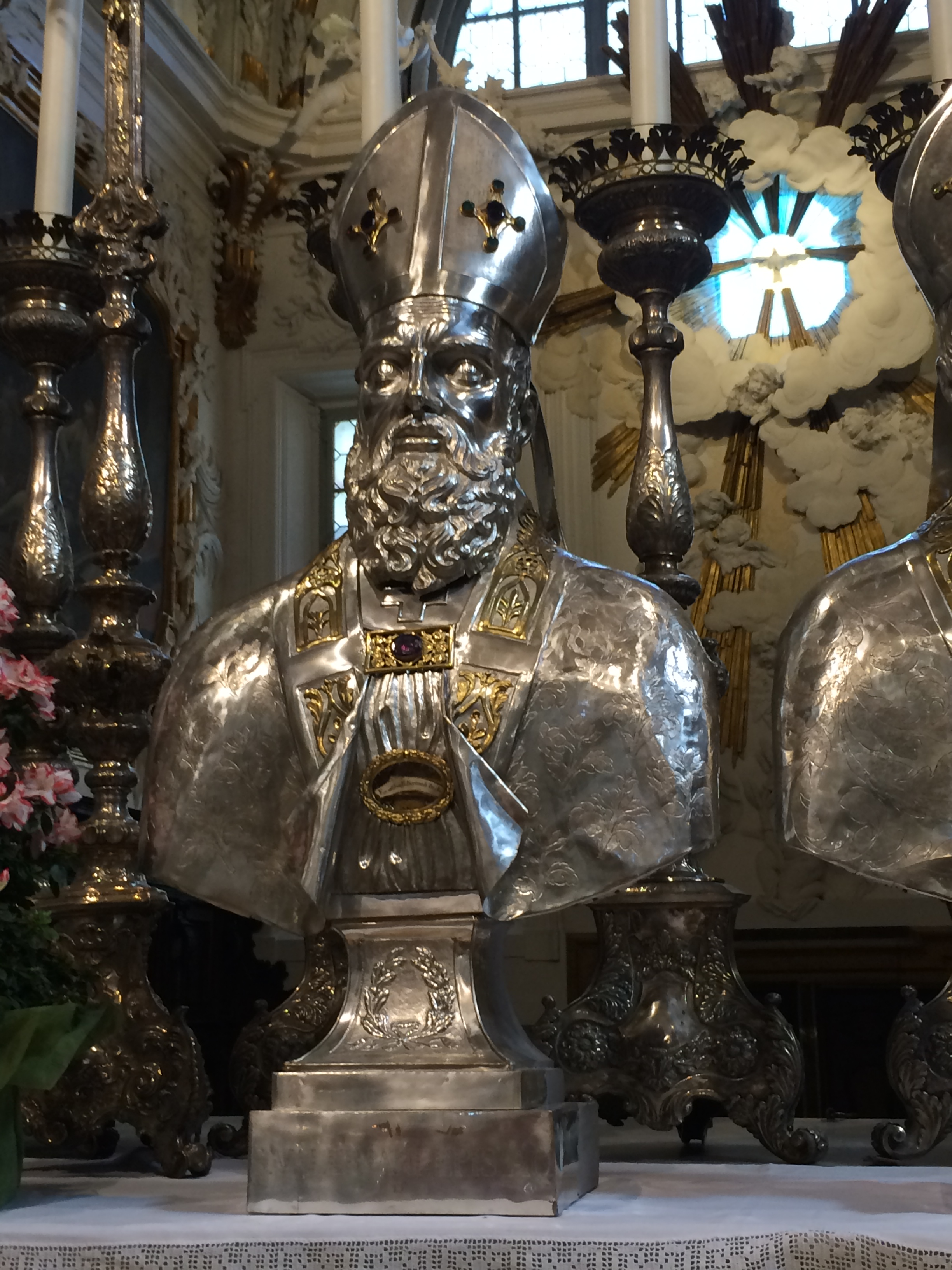
Buste-reliquaire avec les reliques de saint Valérien, cathédrale d'Udine.

Il est fêté localement le 27 novembre.
Ses reliques sont conservées à la cathédrale d'Udine.
Sa notice au Martyrologe romain : « À Aquilée en Vénétie, vers 388,  saint Valérien, évêque, qui défendit en Illyrie la foi catholique contre les ariens et rassembla clercs et laïcs pour mener la vie commune ».